# Ludmilla Eva Franziska Kolowrat-Krakowsky

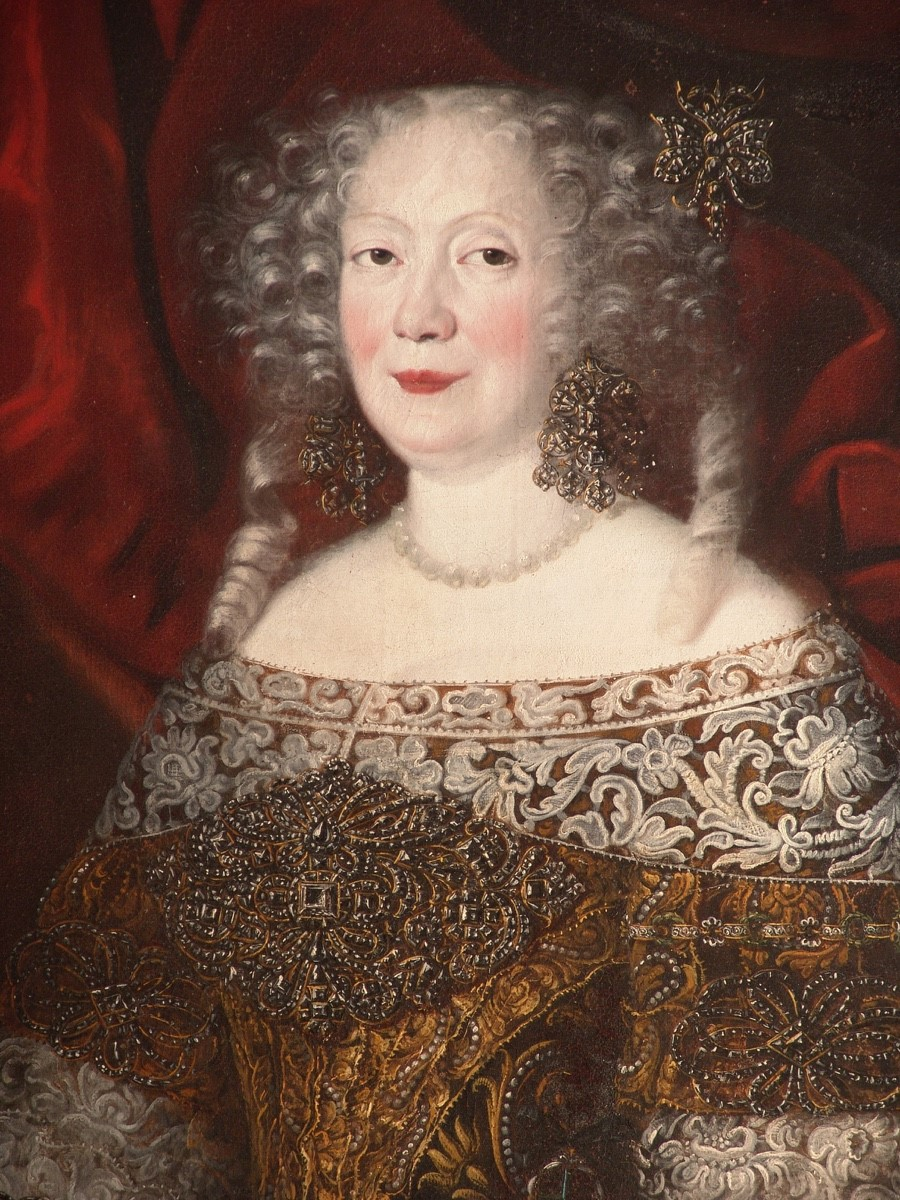
Ludmilla Eva Franziska Kolowrat-Krakowsky, geb. Hiserle von Chodau

Ludmilla Eva Franziska Gräfin Kolowrat-Krakowsky-Brzesnitz geb. Freiin Hiserle von Chodau (* 1616; † 28. Mai 1695) war eine böhmische Adelige und Stifterin der berühmten Monstranz Prager Sonne. 

## Leben
Sie stammte aus dem alten böhmischen Adelsgeschlecht Hiserle von Chodau. Ihre Eltern waren der königliche Landrechtsbeisitzer Bernhard Hiserle von Chodau (1584–1652) und dessen Ehefrau Agnes geb. Robenhaupt von Sucha. Ludmilla Eva Franziska war die vierte Ehefrau des Grafen Albert Wilhelm (I.) Kolowrat-Krakowsky-Brzesnitz (1600–1688), dem gemeinsamen Stammvater aller späterer Nebenlinien des Geschlechts Kolowrat-Krakowsky. Die Ehe blieb kinderlos. Nach dem Tod ihres Mannes gab sie für die Prager Loretokapelle, in der sie auch begraben wurde, beim Wiener Juwelier Mathias Stögner eine Monstranz in Auftrag, die erst nach ihrem Tod 1699 vollendet wurde. Diese besteht aus 6580 Brillanten im damaligen Wert von 25.000 Gulden. In der Schatzkammer der Kirche hängt das lebensgroße Bildnis der Wohltäterin und ein ebenfalls von ihr gespendetes mit Goldstickerei und Steinen verziertes Gewand. 